# Nicola Geuer
Nicola Geuer (Duisburg, 2 maart 1988) is een voormalig tennisspeelster uit Duitsland. Zij was actief in het internationale tennis van 2008 tot en met 2019.

## Loopbaan
Geuer begon op vijfjarige leeftijd met het spelen van tennis. Ze speelde in de jeugd van TC Eintracht Duisburg Haar favoriete ondergrond is hardcourt. Zij speelt rechtshandig en heeft een tweehandige backhand.
In de periode 2008–2010 won Geuer vier ITF-titels in het enkelspel.
Sinds 2015 doet Geuer alleen nog maar dubbelspel. In oktober 2016 had zij haar WTA-debuut, op het toernooi van Linz, samen met de Amerikaanse Madison Brengle. Een week later bereikte zij de halve finale op het WTA-toernooi van Luxemburg, weer met Brengle – zij verloren van de latere winnaressen, Kiki Bertens en Johanna Larsson.
In de periode 2010–2017 won Geuer tien ITF-titels in het dubbelspel.
In januari 2018 bereikte zij op de WTA-tour nogmaals een halve finale, op het WTA-toernooi van Shenzhen, nu met Russin Anna Blinkova aan haar zijde – zij verloren van de latere winnaressen, het Roemeense koppel Irina-Camelia Begu en Simona Halep. Later dat jaar nam zij samen met Viktorija Golubic als lucky loser deel aan het vrouwendubbelspel van Wimbledon, waarmee zij haar eerste grandslamwedstrijd speelde.
Op het WTA-toernooi van Palermo 2019 bereikte Geuer nogmaals de halve finale, samen met de Australische Alison Bai – zij verloren van de Nederlandse Arantxa Rus en Ekaterine Gorgodze uit Georgië.

## Posities op deWTA-ranglijst
Positie per einde seizoen:
| jaar | rang enkelspel | rang dubbelspel |
| ---- | -------------- | --------------- |
| 2005 | 1127           | –               |
| 2006 | 1227           | –               |
|      |                |                 |
| 2008 | 741            | –               |
| 2009 | 327            | 1029            |
| 2010 | 353            | 913             |
| 2011 | 413            | 702             |
| 2012 | 366            | 490             |
| 2013 | 765            | 695             |
| 2014 | 900            | 442             |
| 2015 | –              | 308             |
| 2016 | –              | 119             |
| 2017 | –              | 110             |
| 2018 | –              | 122             |
| 2019 | –              | 317             |
| 2020 | –              | 332             |

## Resultaten grandslamtoernooien
| Legenda | Legenda                          |
| ------- | -------------------------------- |
| g.t.    | geen toernooi gehouden           |
| l.c.    | lagere categorie                 |
| –       | niet deelgenomen                 |
| G       | uitgeschakeld in de groepsfase   |
| 1R      | uitgeschakeld in de eerste ronde |
| 2R      | uitgeschakeld in de tweede ronde |
| 3R      | uitgeschakeld in de derde ronde  |
| 4R      | uitgeschakeld in de vierde ronde |
| KF      | uitgeschakeld in de kwartfinale  |
| HF      | uitgeschakeld in de halve finale |
| F       | de finale verloren               |
| W       | het toernooi gewonnen            |
| w-v     | winst/verlies-balans             |

### Enkelspel
geen deelname

### Vrouwendubbelspel
| toernooi        | 2018 |
| --------------- | ---- |
| Australian Open | –    |
| Roland Garros   | –    |
| Wimbledon       | 1R   |
| US Open         | –    |